# Rugney
Rugney est une commune française située dans le département des Vosges en région Grand Est.

## Géographie

### Localisation
La commune de Rugney est située sur un plateau entre Charmes et Mirecourt.

### Géologie et relief
Carte géologique.

### Sismicité
Commune située dans une zone 2 de sismicité faible.

### Hydrographie et eaux souterraines
Hydrogéologie et climatologie : Système d’information pour la gestion des eaux souterraines du bassin Rhin-Meuse :
Territoire communal : Occupation du sol (Corinne Land Cover) ; Cours d'eau (BD Carthage),
Géologie : Carte géologique ; Coupes géologiques et techniques,
 Hydrogéologie : Masses d'eau souterraine ; BD Lisa ; Cartes piézométriques.

#### Réseau hydrographique
La commune est située dans le bassin versant du Rhin, au sein du bassin Rhin-Meuse. Elle est drainée par le Colon, le ruisseau le Rulles, le ruisseau des Pres et le ruisseau du Chanot,.
Le Colon, d'une longueur totale de 20,3 km, prend sa source dans la commune de Regney et se jette  dans le Madon à Xaronval, après avoir traversé 13 communes.

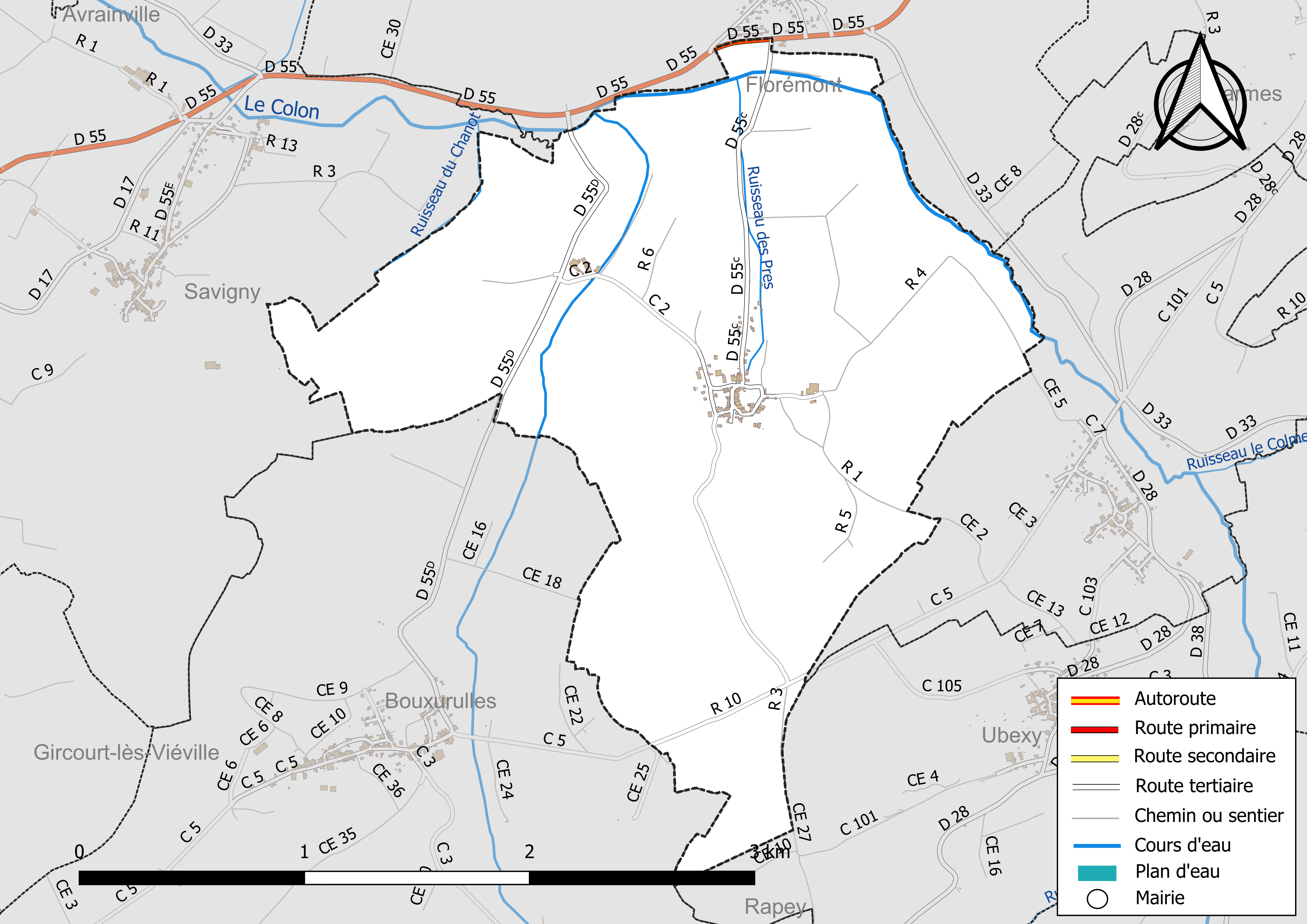
Réseaux hydrographique et routier de Rugney.

#### Gestion et qualité des eaux
Le territoire communal est couvert par le schéma d'aménagement et de gestion des eaux (SAGE) « Nappe des Grès du Trias Inférieur ». Ce document de planification, dont le territoire comprend le périmètre de la zone de répartition des eaux de la nappe des Grès du trias inférieur (GTI), d'une superficie de 1 497 km2,  est en cours d'élaboration. L’objectif poursuivi est de stabiliser les niveaux piézométriques de la nappe des GTI et atteindre l'équilibre entre les prélèvements et la capacité de recharge de la nappe. Il doit être cohérent avec les objectifs de qualité définis dans les SDAGE Rhin-Meuse et Rhône-Méditerranée. La structure porteuse de l'élaboration et de la mise en œuvre est le conseil départemental des Vosges.
La qualité des eaux de baignade et des cours d’eau peut être consultée sur un site dédié géré par les agences de l’eau et l’Agence française pour la biodiversité.

### Climat
Pour des articles plus généraux, voir Climat du Grand Est et Climat des Vosges.
En 2010, le climat de la commune est de type climat de montagne, selon une étude du Centre national de la recherche scientifique s'appuyant sur une série de données couvrant la période 1971-2000. En 2020, Météo-France publie une typologie des climats de la France métropolitaine dans laquelle la commune est exposée à un climat semi-continental et est dans la région climatique  Lorraine, plateau de Langres, Morvan, caractérisée par un hiver rude (1,5 °C), des vents modérés et des brouillards fréquents en automne et hiver. 
Pour la période 1971-2000, la température annuelle moyenne est de 9,4 °C, avec une amplitude thermique annuelle de 17 °C. Le cumul annuel moyen de précipitations est de 912 mm, avec 12,3 jours de précipitations en janvier et 9,9 jours en juillet. Pour la période 1991-2020, la température moyenne annuelle observée sur la station météorologique de Météo-France la plus proche, « Mirecourt-inra », sur la commune de Mirecourt à 11 km à vol d'oiseau, est de 10,4 °C et le cumul annuel moyen de précipitations est de 824,3 mm. 
La température maximale relevée sur cette station est de 39,5 °C, atteinte le 25 juillet 2019 ; la température minimale est de −19,5 °C, atteinte le 20 décembre 2009,,. 
Les paramètres climatiques de la commune ont été estimés pour le milieu du siècle (2041-2070) selon différents scénarios d'émission de gaz à effet de serre à partir des nouvelles projections climatiques de référence DRIAS-2020. Ils sont consultables sur un site dédié publié par Météo-France en novembre 2022.

## Urbanisme

### Typologie
Au 1er janvier 2024, Rugney est catégorisée commune rurale à habitat dispersé, selon la nouvelle grille communale de densité à sept niveaux définie par l'Insee en 2022.
Elle est située hors unité urbaine. Par ailleurs la commune fait partie de l'aire d'attraction de Charmes, dont elle est une commune de la couronne,. Cette aire, qui regroupe 10 communes, est catégorisée dans les aires de moins de 50 000 habitants,.

### Occupation des sols
L'occupation des sols de la commune, telle qu'elle ressort de la base de données européenne d’occupation biophysique des sols Corine Land Cover (CLC), est marquée par l'importance des territoires agricoles (88,1 % en 2018), une proportion identique à celle de 1990 (88,1 %). La répartition détaillée en 2018 est la suivante : 
terres arables (44,3 %), zones agricoles hétérogènes (28,6 %), prairies (15,1 %), forêts (11,9 %). L'évolution de l’occupation des sols de la commune et de ses infrastructures peut être observée sur les différentes représentations cartographiques du territoire : la carte de Cassini (XVIIIe siècle), la carte d'état-major (1820-1866) et les cartes ou photos aériennes de l'IGN pour la période actuelle (1950 à aujourd'hui).

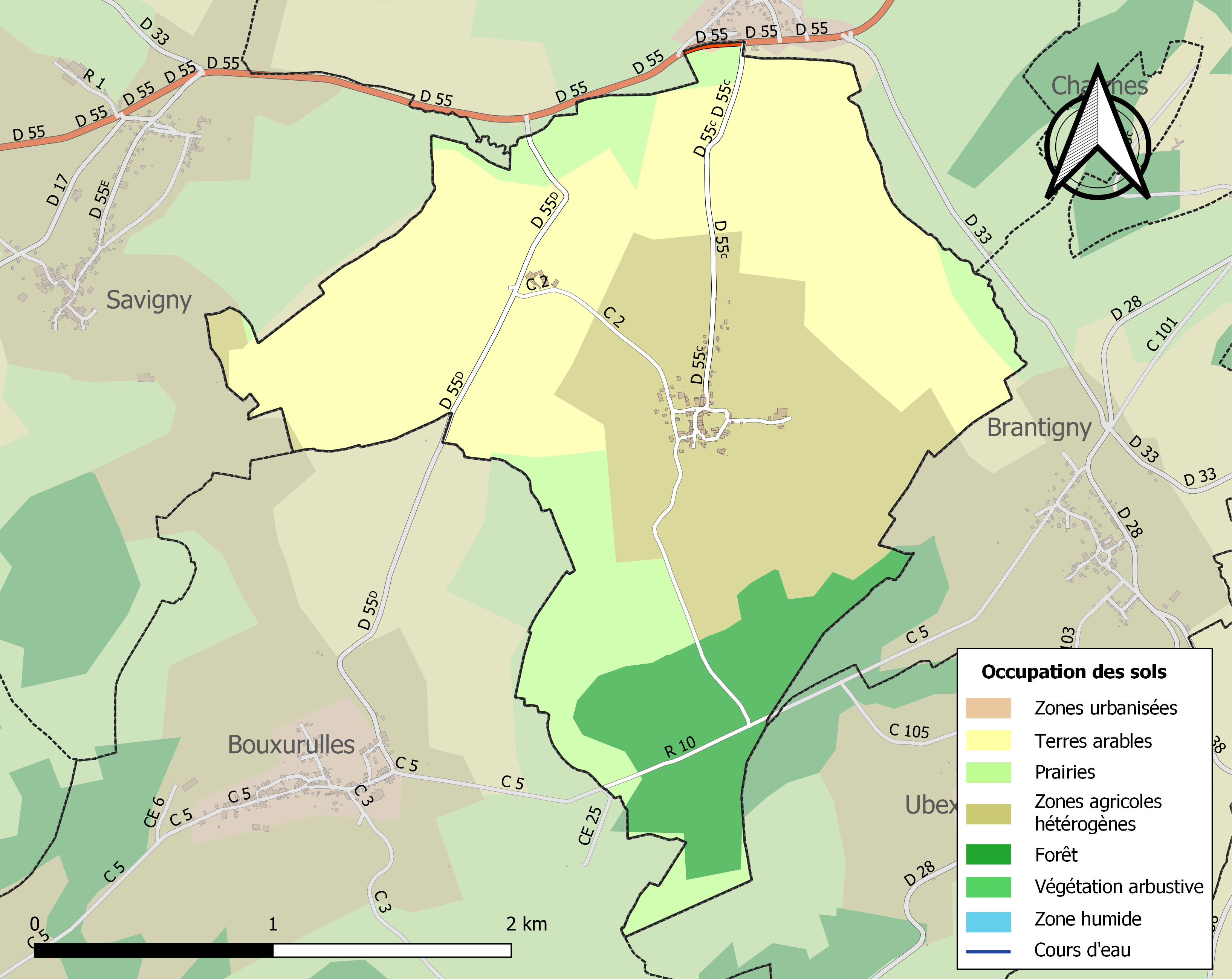
Carte des infrastructures et de l'occupation des sols de la commune en 2018 (CLC).

## Toponymie
Le nom de la localité est attesté sous les formes ? Ruheneix (1280) ; Rugney (1511) ; Regnoy (1656) ; Rugny (1742) ; Rugneium (1768) ; Prugney (an X).

Le nom du village dérive du nom de personne Rudinus[réf. nécessaire].

## Histoire
Le nom du village, Ruheneix, est attesté dès 1280.
Le 8 octobre 1475, Jacquart de Savigny taille en pièces, près de Rugney, un détachement des Bourguignons de Charles le Téméraire.
Rugney appartenait au bailliage de Charmes. Son église était annexe de Florémont jusqu’en 1741 où elle est érigée en cure. 
À la Révolution, Rugney intègre le Canton de Charmes et l'arrondissement de Mirecourt.

### Les Hospitaliers

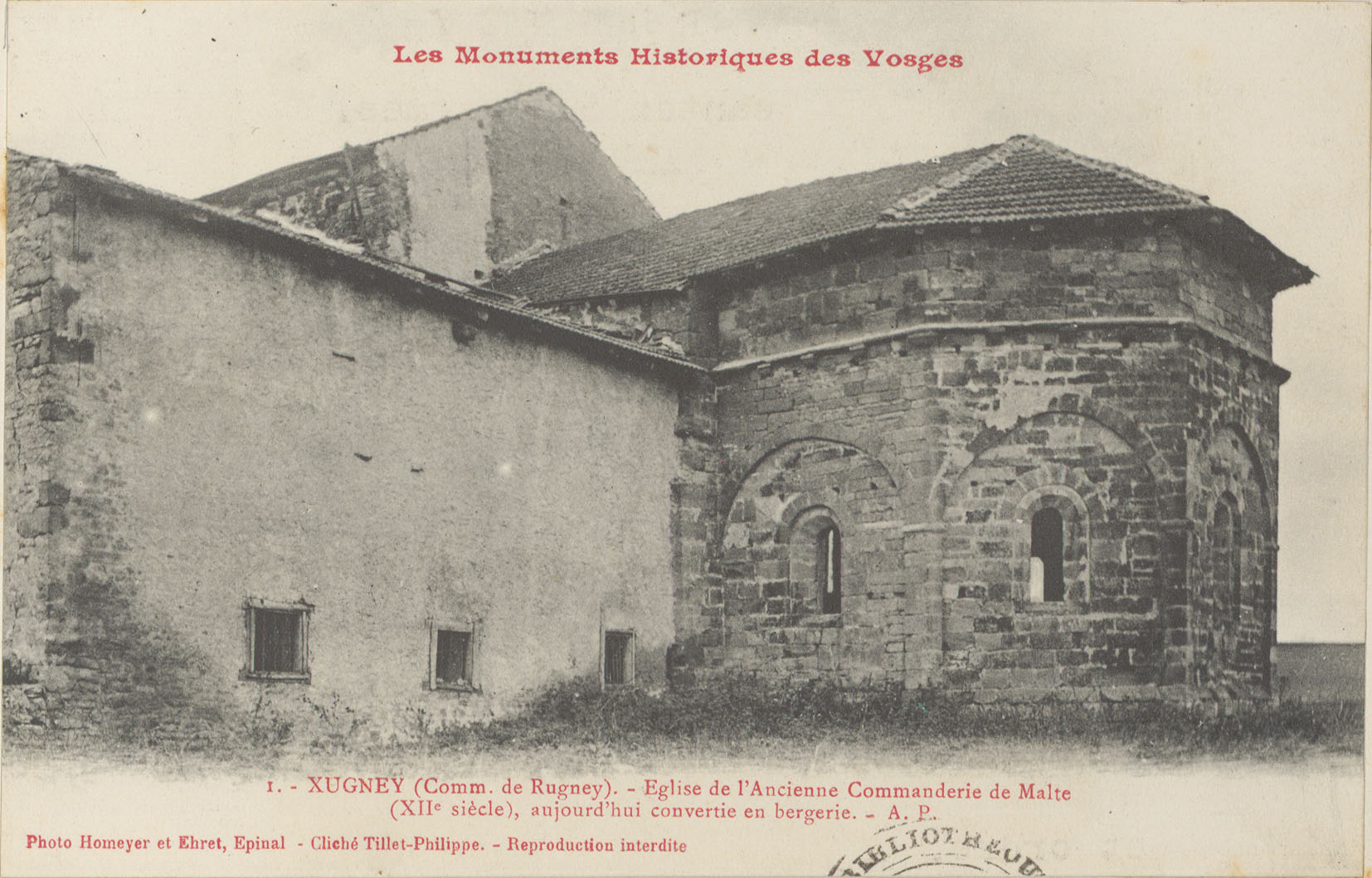
Carte postale représentant l'église de l'ancienne commanderie de Malte à Xugney datant du XIIe siècle, aujourd'hui convertie en bergerie.

Située dans le diocèse de Toul, au hameau voisin de Runhey se trouvait la commanderie de Xugney des Hospitaliers de l’ordre de Saint-Jean de Jérusalem qui était avant la dévolution des biens de l'ordre du Temple une commanderie templière. Elle était du temps des Templiers une maison qui dépendait de la commanderie de Libdeau. C'est une des dernières commanderies lorraines qui a conservé sa chapelle.

## Politique et administration
| Période                                  | Période    | Identité                          | Étiquette | Qualité                                             |
| ---------------------------------------- | ---------- | --------------------------------- | --------- | --------------------------------------------------- |
| Les données manquantes sont à compléter. |            |                                   |           |                                                     |
| 1947                                     | 1978       | Jean Pierrat                      |           | Décédé au début de son 6e mandat                    |
| 1978                                     | avril 2019 | Josiane Balter Hamann (1952-2024) | UMP       | Agricultrice et professeur de danse, démissionnaire |
| juin 2019                                | En cours   | Franck Garcia                     |           | Fonctionnaire. Policier et militaire                |

### Budget et fiscalité 2022

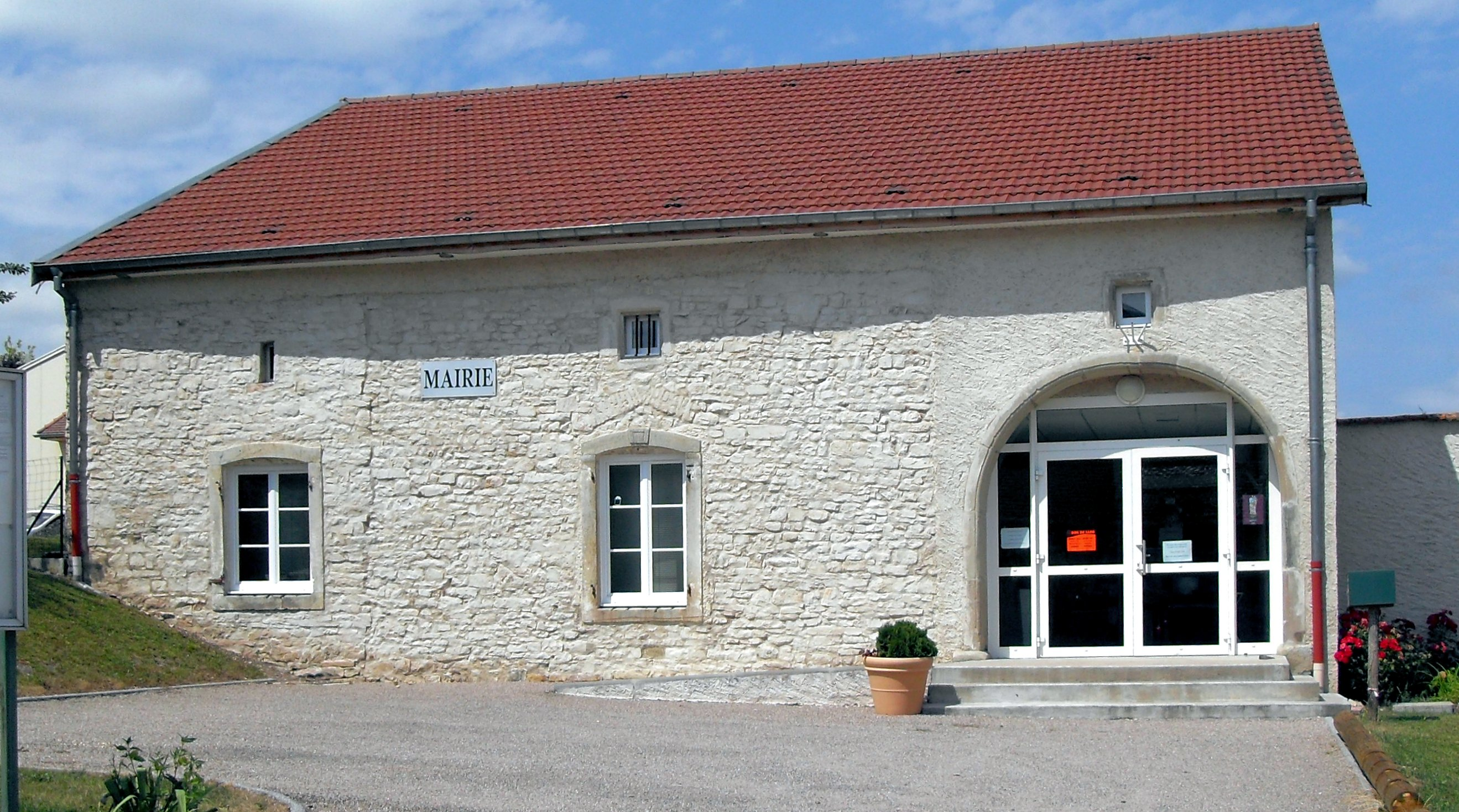
La mairie de Rugney.

En 2022, le budget de la commune était constitué ainsi :
- total des produits de fonctionnement : 110 000 €, soit 813 € par habitant ;
- total des charges de fonctionnement : 91 000 €, soit 671 € par habitant ;
- total des ressources d'investissement : 90 000 €, soit 667 € par habitant ;
- total des emplois d'investissement : 43 000 €, soit 319 € par habitant ;
- endettement : 254 000 €, soit 1 882 € par habitant.

Avec les taux de fiscalité suivants :
- taxe d'habitation : 14,42 % ;
- taxe foncière sur les propriétés bâties : 42,45 % ;
- taxe foncière sur les propriétés non bâties : 19,43 % ;
- taxe additionnelle à la taxe foncière sur les propriétés non bâties : 0,00 % ;
- cotisation foncière des entreprises : 0,00 %.

Chiffres clés Revenus et pauvreté des ménages en 2021 : médiane en 2021 du revenu disponible, par unité de consommation : 24 980 €.

## Économie

### Entreprises et commerces

#### Agriculture
- Culture et élevage associés.
- Élevage de vaches laitières.

#### Tourisme
- Hébergements et restauration à Rugney, Vincey, Mirecourt, Rouvres-en Xaintoix, Épinal.

#### Commerces
- Commerces et services de proximité.

## Population et société

### Démographie

#### Évolution démographique
L'évolution du nombre d'habitants est connue à travers les recensements de la population effectués dans la commune depuis 1793. Pour les communes de moins de 10 000 habitants, une enquête de recensement portant sur toute la population est réalisée tous les cinq ans, les populations de référence des années intermédiaires étant quant à elles estimées par interpolation ou extrapolation. Pour la commune, le premier recensement exhaustif entrant dans le cadre du nouveau dispositif a été réalisé en 2005.

En 2022, la commune comptait 131 habitants, en évolution de −3,68 % par rapport à 2016 (Vosges : −2,96 %, France hors Mayotte : +2,11 %).
| 1793 | 1800 | 1806 | 1821 | 1831 | 1836 | 1841 | 1846 | 1856 |
| ---- | ---- | ---- | ---- | ---- | ---- | ---- | ---- | ---- |
| 300  | 303  | 341  | 366  | 354  | 360  | 375  | 367  | 360  |

| 1861 | 1866 | 1876 | 1881 | 1886 | 1891 | 1896 | 1901 | 1906 |
| ---- | ---- | ---- | ---- | ---- | ---- | ---- | ---- | ---- |
| 350  | 321  | 272  | 267  | 262  | 237  | 188  | 203  | 184  |

| 1911 | 1921 | 1926 | 1931 | 1936 | 1946 | 1954 | 1962 | 1968 |
| ---- | ---- | ---- | ---- | ---- | ---- | ---- | ---- | ---- |
| 170  | 148  | 129  | 115  | 87   | 110  | 129  | 119  | 100  |

| 1975 | 1982 | 1990 | 1999 | 2005 | 2006 | 2010 | 2015 | 2020 |
| ---- | ---- | ---- | ---- | ---- | ---- | ---- | ---- | ---- |
| 75   | 85   | 114  | 124  | 134  | 133  | 109  | 134  | 131  |

| 2022 | - | - | - | - | - | - | - | - |
| ---- | - | - | - | - | - | - | - | - |
| 131  | - | - | - | - | - | - | - | - |

### Enseignement
Établissements d'enseignements :
- Écoles maternelles et primaires à Florémont, Savigny, Charmes, Évaux-et-Ménil, Brantigny.
- Collèges à Charmes, Mirecourt, Châtel-sur-Moselle, Dompaire, Bayon.
- Lycées à Mirecourt, Thaon-les-Vosges, Harol, Épinal.

### Santé
Professionnels et établissements de santé :
- médecins à Charmes, Vincey, Diarville, Mirecourt, Nomexy, Mattaincourt ;
- pharmacies à Charmes, Vincey, Portieux, Diarville, Mirecourt ;
- hôpitaux à Charmes, Mirecourt, Mattaincourt, Châtel-sur-Moselle.

### Cultes
- Culte catholique, Paroisse Saint-Nicolas-du-Haut-du-Mont[33], Diocèse de Saint-Dié.

## Culture locale et patrimoine

### Lieux et monuments

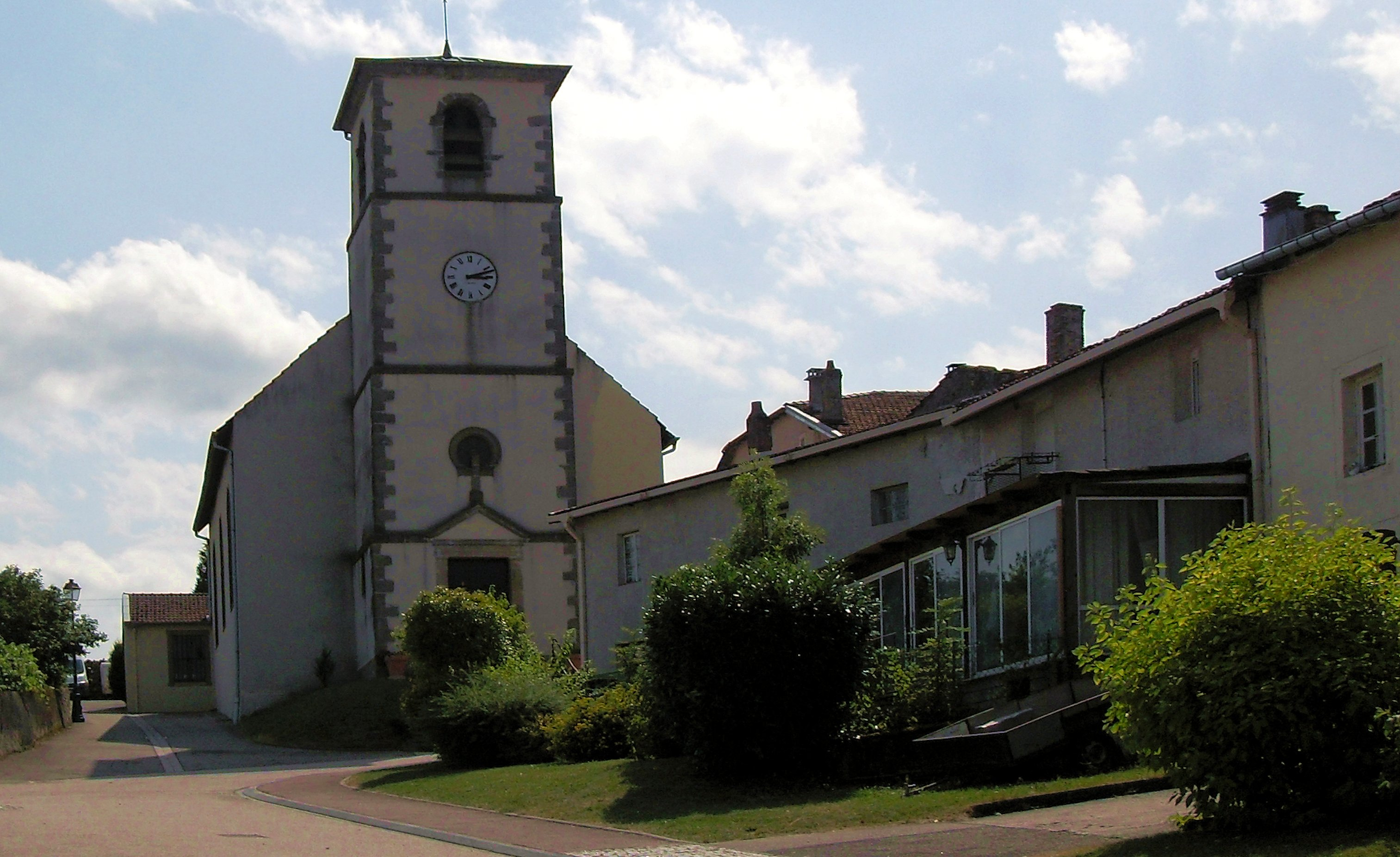
L'église Sainte-Barbe.
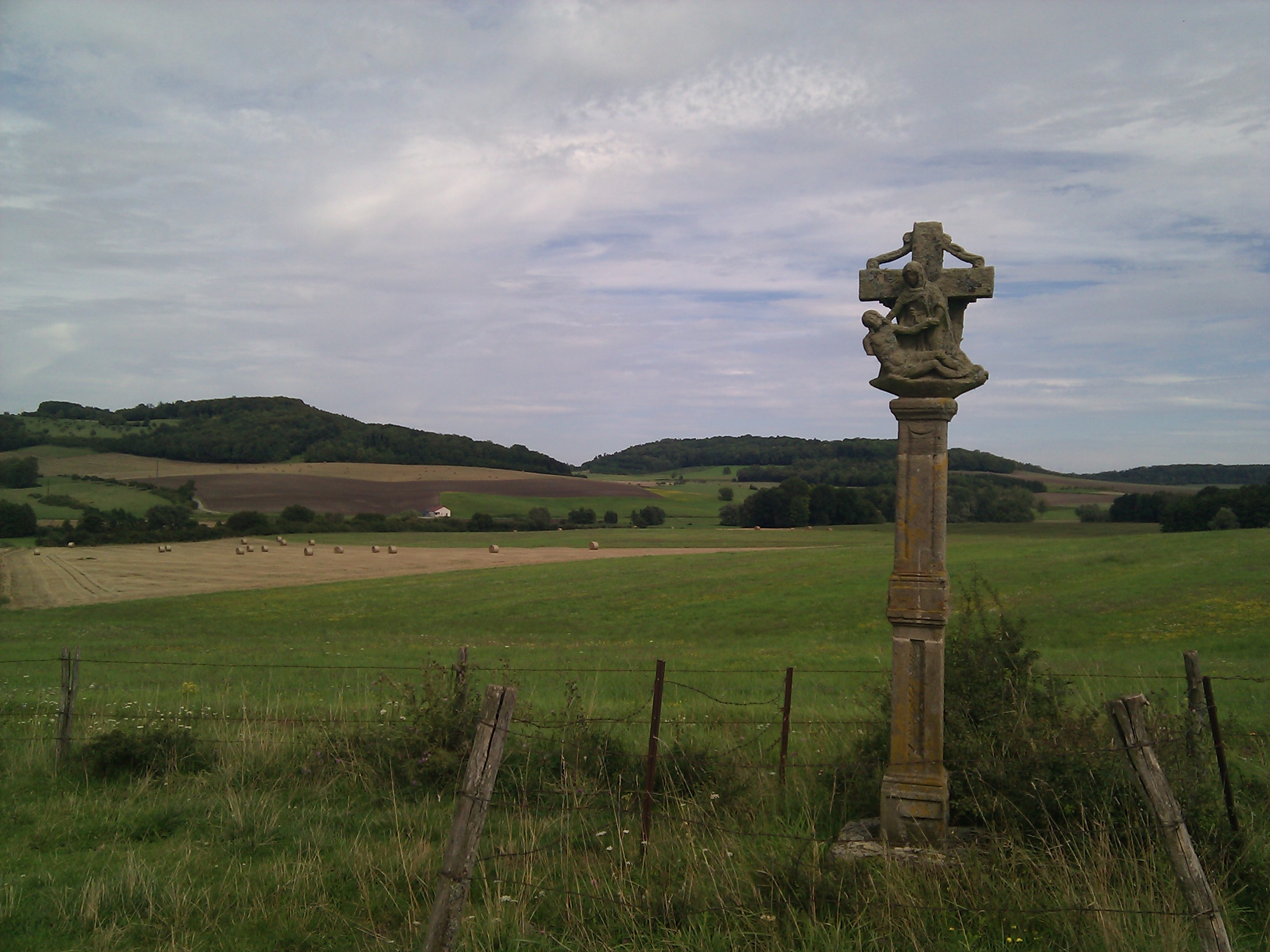
Descente de croix. Croix de chemin sculptée.
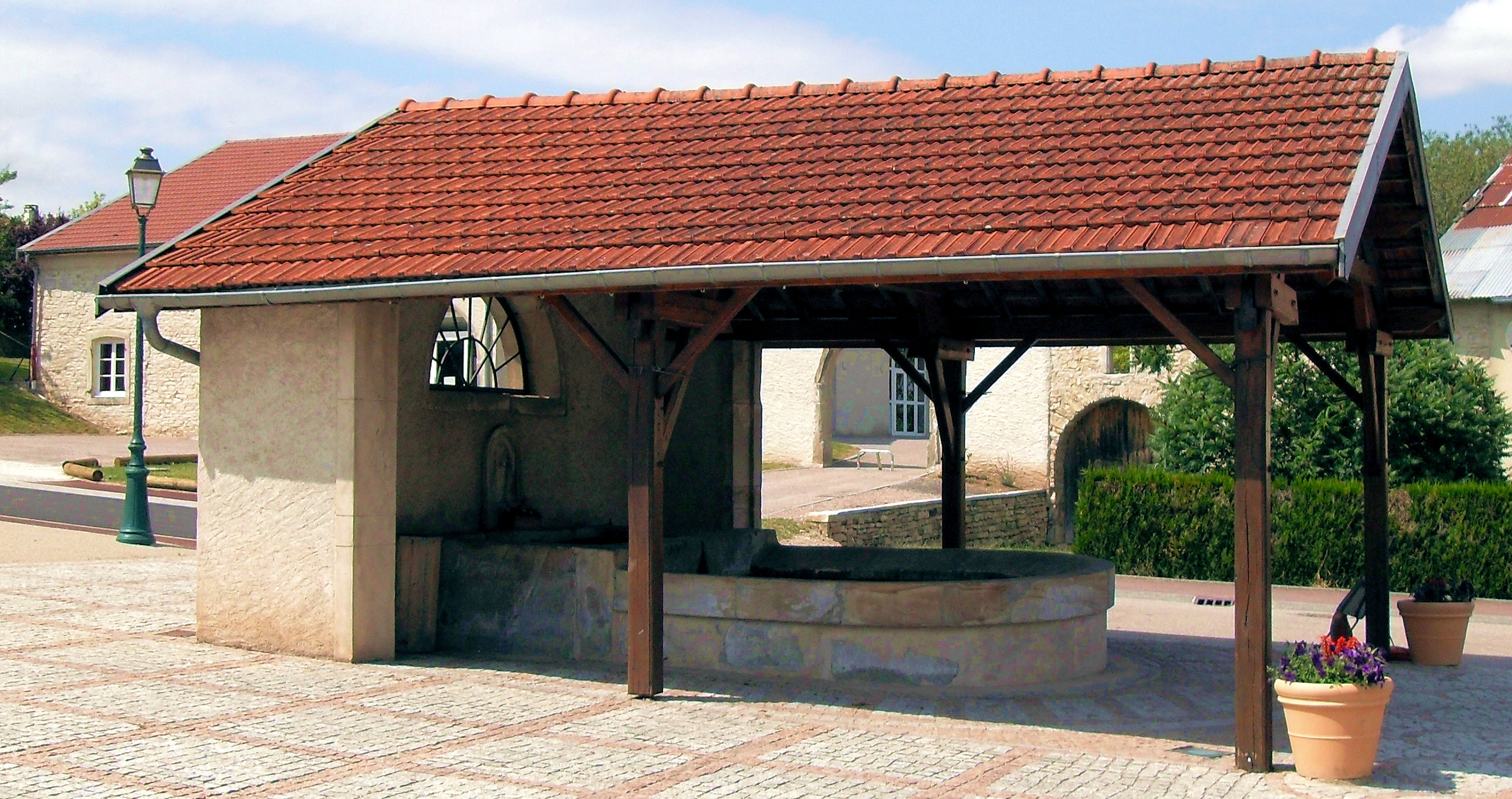
Lavoir de Rugney.

- La commanderie de Xugney, dont l'église est inscrite monument historique depuis l'arrêté du 3 mars 1926[34],[35] Il en persiste quatre au total : trois appartenaient aux Templiers (Libdeau près de Toul, Marbotte, commune d'Apremont-la-Forêt dans la Meuse et Xugney sur la commune de Rugney) et une aux Hospitaliers de l'ordre de Saint-Jean de Jérusalem (Cuite-Fève, sur la commune de Rosières-aux-Salines)[36].

L'église :
* Chaire à prêcher.
* 2 confessionnaux.
- Patrimoine architectural rural recensé par le service régiona de l'Inventaire général du patrimoine culturel[39],[40],[41],[42],[43].
- Monument aux morts[44].
- Croix de chemin.

### Personnalités liées à la commune
- Thierry Pernin, président de l’association Mémoire d’Orient[45]. Cette association a pour objet la mise en valeur du  patrimoine culturel matériel et immatériel des Templiers dans la Région Est[46].

### Héraldique
| Blason de Rugney | Blason  | D’argent à la croix de Malte, aux traits arqués, de sable. |
| Blason de Rugney | Détails | Utilisé par la commune.                                    |

#### Documentation générale
- Archives communales de Rugney (1741-1911) aux Archives départementales des Vosges
- Chiffres clés publiés par l'institut national de la statistique et des études économiques (INSEE). Dossier complet
- Inventaire national du patrimoine naturel de la commune

#### Documentation concernant la Commanderie
- Commanderie Templière de Xugney, Maison du Temple de Xugney

La commanderie templière de Xugney
La commanderie templière de Xugney, par les Amis du patrimoine des ordres religieux militaires
Rugney expose son patrimoine templier
Commanderie templière et hospitalière de Xugney
Rugney (Vosges). Commanderie des Templiers de Xugney, Responsable d’opération : Cédric Moulis
Le chantier de 2007 a permis de compléter le relevé du chevet de la chapelle de la commanderie, Responsable d’opération : Cédric Moulis